# Petit-Waret
Petit-Waret is een dorp in de Belgische provincie Namen. Het ligt in Landenne, een deelgemeente van Andenne. Petit-Waret ligt anderhalve kilometer ten noordwesten van het dorpscentrum van Landenne. Het dorp ligt tegen de grens met de provincie Luik, in de streek van de Waret. Enkele kilometer ten noorden ligt in de provincie Luik het dorp Waret-l'Évêque en ten westen liggen Franc-Waret, Waret-la-Chaussée en Ville-en-Waret.

## Geschiedenis
Op de Ferrariskaart uit de jaren 1770 staat de plaats afgebeeld als het gehucht Petit Waret in het Graafschap Namen, tegen de grens met het Prinsbisdom Luik

## Bezienswaardigheden
- de Église Notre-Dame Auxiliatrice

## Verkeer en vervoer
Ten noorden van het dorp loopt de snelweg A15/E42, die er een op- en afrit heeft.

## Sport
In het dorp speelt voetbalclub SC Petit-Waret, die is aangesloten bij de KBVB. De club speelde er enkele jaren in de nationale reeksen.